# Tjeckoslovakiska nya vågen
Tjeckoslovakiska nya vågen (tjeckiska: Československá nová vlna) var en rörelse inom tjeckoslovakisk film på 1960-talet. Den uppkom när kommunistpartiet genomförde vissa liberaliseringar och innebar både en kvalitetshöjning och samhällstillvändning av landets filmindustri. Viktiga företrädare för rörelsen var bland andra Věra Chytilová, Miloš Forman, Pavel Juráček, Jiří Menzel och Jan Němec. Rörelsen kulminerade med Pragvåren 1968 och kvästes med den därpå följande sovjetiska invasionen av Tjeckoslovakien.

## Uppkomst och genomslag
Den tjeckoslovakiska nya vågen hade sin upprinnelse bland studenter vid Filmakademin i Prag under årtiondet som följde 1948 års kommunistövertagande av landet. En förebild för rörelsen var Devětsil-rörelsen som funnits i Tjeckoslovakien på 1920-talet. Studenterna såg det som nödvändigt att skildra samhället utan att blunda för brutalitet och förtryck, något generationen före hade svårigheter med under det hårt censurerade 50-talet. I början av 60-talet lättades censuren något och de då nyexaminerade filmskaparna kunde ge uttryck för mer kritik än tidigare. Filmerna blev inte bara framgångsrika inom landet, utan blev även ett internationellt fenomen. Två filmer vann en Oscar för bästa utländska film, Butiken vid Storgatan 1965 och Låt tågen gå 1967.

## Stildrag
Filmerna spänner över många olika genrer, med en viss tonvikt på bitterljuva komedier. Under tiden före den nya vågen hade landets myndigheter förordat filmer med tydlig åtskillnad mellan goda och onda rollfigurer, gärna krigsfilmer, medan rörelsens filmer ofta har en suddig eller obefintlig sådan linje. Man hade under studietiden haft tillgång till filmer från den franska nya vågen, vilka inspirerade till ett lätt och lekfullt uttryck. Man var även inspirerad av dokumentärfilm och cinéma vérité. Delar av rörelsen hade nära band till den samtida litteraturen, som Jiří Menzel med sina filmatiseringar av Bohumil Hrabals romaner. De flesta filmerna är tjeckiskspråkiga, men några framträdande filmer är på slovakiska.

## Betydande verk
- Det svarta fåret (Černý Petr), regi Miloš Forman (1963)
- Om någonting annat (O něčem jiném), regi Věra Chytilová (1963)
- Lemonade Joe (Limonádovy Joe), regi Oldřich Lipský (1964)
- Nattens diamanter  (Démanty noci), regi Jan Němec (1964)
- Butiken vid Storgatan (Obchod na korze), regi Ján Kadár och Elmar Klos (1965)
- Dämpad belysning (Intimní osvětlení), regi Ivan Passer (1965)
- En blondins kärleksaffärer (Lásky jedné plavovlásky), regi Miloš Forman (1965)
- Ett party och dess gäster (O slavnosti a hostech), regi Jan Němec (1966)
- Kočár do Vídně, regi Karel Kachyňa (1966)
- Låt tågen gå (Ostře sledované vlaky), regi Jiří Menzel (1966)
- Tusenskönorna (Sedmikrásky), regi Věra Chytilová (1966)
- Den förlorade sonens återkomst (Návrat ztraceného syna), regi Evald Schorm (1967)
- Det brinner, min sköna (Hoří, má panenko), regi Miloš Forman (1967)
- Konec srpna v hotelu Ozón, regi Jan Schmidt (1967)
- Skämtet (Žert), regi Jaromil Jireš (1968)
- Spalovač mrtvol, regi Juraj Herz (1968)
- Ecce homo Homolka, regi Jaroslav Papoušek (1969)
- Lärkmarionetter (Skřivánci na niti), regi Jiří Menzel (1969; förbjuden till 1990)
- Případ pro začínajícího kata, regi Pavel Juráček (1969)

## Eftermäle
Den nya vågen fick ett abrupt slut när Sovjetunionen invaderade landet i augusti 1968. Det tjeckoslovakiska kommunistpartiets generalsekreterare, Alexander Dubček, hade försökt genomföra liberala reformer, men detta stoppades och censuren skärptes. Miloš Forman och Jan Němec lämnade landet och Pavel Juráčeks karriär tog fullständigt slut. Forman fick en framgångsrik karriär i Förenta staterna, medan regissörer som Věra Chytilová och Jiří Menzel fick fortsatta framgångar i Tjeckoslovakien, med filmer anpassade efter de följande årens politiska läge. Den svenske regissören Roy Andersson var inspirerad av rörelsen när han gjorde sin långfilmsdebut En kärlekshistoria. Filmerna från rörelsen är alltjämt högt värderade i Tjeckien och Slovakien och omtyckta för sitt egensinne och sin verkshöjd. Sentida tjeckiska regissörer som Saša Gedeon, Jan Hřebejk, Alice Nellis och Roman Vávra har uttryckt stor beundran för filmerna. Den slovakiske regissören Martin Šulík har gjort en film från 2002 om Juráček och hans strider med censorer.